# Гражданская война в Древнем Риме (44—42 до н. э.)
Гражда́нская война́ 44—42 годо́в до н. э. — велась между цезарианцами и сторонниками республики, боевые действия происходили на нескольких театрах: в Италии (Мутинская война), в Африке, на Сицилии и в прибрежных водах Италии (восстание Секста Помпея), на Балканах (Филиппийская война) и в Азии.

## Военные действия в Африке
Африкой в 44 до н. э. управлял бывший легат Цезаря Квинт Корнифиций, принявший сторону республиканцев. Антоний на полуофициальном заседании сената 28 ноября 44 до н. э. провел решение о передаче Африки Кальвизию Сабину, но Корнифиций отказался передать ему провинцию. После отъезда Антония из Рима сенат предписал Корнифицию остаться во главе провинции.
Когда в ноябре 43 до н. э. Африка досталась Октавиану, он потребовал, чтобы Корнифиций передал управление наместнику Нумидии Титу Секстию. Тот отказался, и в Африке началась гражданская война. Секстий захватил внутренние районы провинции, но затем был осажден легатом Корнифиция Вентидием. Другой легат Лелий вторгся в Нумидию и осадил Цирту. Обе стороны добивались союза с нумидийским царем Арабионом и так называемыми ситтианцами (частная армия авантюриста П. Ситтия). Арабион и ситтианцы поддержали Секстия, так как считали дело республиканцев проигрышным.
Благодаря помощи союзников, Секстий прорвал осаду, разгромил Вентидия, погибшего в сражении, после чего выступил на Утику против Корнифиция. Лелий был вынужден снять осаду Цирты и спешить на помощь наместнику. Под стенами Утики произошло сражение, в котором республиканцы были разгромлены, Корнифиций убит, а Лелий покончил с собой.
Когда через некоторое время Октавиан сделал наместником Нумидии и Африки Фуфиция Фангона, Секстий сначала передал ему власть, но затем, собрав ветеранов, «толпы ливийцев» и отряды, предоставленные местными царями, начал войну. Войско Фангона было разбито, его лагерь взят штурмом, а сам он покончил с собой. Секстий управлял Африкой, пока в 40 до н. э. не пришлось передать её Лепиду.

## Начало войны на Востоке
Гай Требоний, один из участников убийства Цезаря, был назначен наместником Азии, куда прибыл в мае 44 до н. э. Осенью в Азии высадился Кассий. Получив от Требония деньги, он направился в Сирию. Затем в Азию прибыл консул Долабелла. Требоний отказался передать ему Пергам и Смирну, а попытка взять эти города силой не удалась. Через некоторое время люди Долабеллы сумели обманом проникнуть в Смирну и схватить наместника. Ему отрубили голову, а над останками надругались. Из убийц Цезаря он погиб первым.

## Брут на Балканах
Из Италии Брут и Кассий прибыли в Афины, где им устроили торжественную встречу. На Акрополе были поставлены их бронзовые статуи. В Афинах к Бруту присоединилась обучавшаяся там римская молодежь, в том числе Цицерон Младший и молодой Гораций. С ними он направился в Македонию. Туда из Азии прибыл Аппулей, посланный Требонием с 16 тыс. талантов азиатских налогов и небольшим войском. Все это было передано Бруту. Так как кроме Македонии сенат передал ему ещё и Иллирик, Брут получил три легиона от его прежнего наместника Публия Ватиния.
Гай Антоний, которому его брат передал Македонию, пытался овладеть этой провинцией, но был разбит в серии столкновений и покинут своим легионом, перешедшим к Бруту. Тот отнесся к Антонию милостиво, и даже поставил его командовать иллирийскими легионами. Сам он навербовал в Македонии ещё 4 легиона, и таким образом, довел их число до восьми.
В отличие от Цицерона, Брут отрицательно относился к Октавиану и надеялся на возможный союз с Антонием и Лепидом против наследника Цезаря. Известие о создании Второго триумвирата и начале террора положило конец иллюзиям. Война вступала в решающую стадию. В ответ на проскрипции триумвиров Брут распорядился казнить Гая Антония.

## Кассий в Сирии
В Сирии ещё при жизни Цезаря поднял мятеж помпеянец Цецилий Басс. Диктатор направил против него своего родственника Секста Цезаря с легионом, но Басс склонил легионеров на свою сторону, и они убили Секста. Набрав ещё один легион, Басс занял Апамею и укрепился там. Стаций Мурк выступил на Апамею с тремя легионами, но потерпел поражение. Тогда к нему на помощь прибыл наместник Вифинии Марций Крисп, также с тремя легионами, и они вдвоем осадили Апамею.
Эта осада все ещё продолжалась, когда в Сирии высадился Кассий. В этой провинции его хорошо помнили как организатора обороны от парфян в 53—52 до н. э. Легионы Басса перешли к нему, как союзнику помпеянцев, а войска Мурка и Криспа, повинуясь решению сената, наделившего Кассия проконсульским империем и властью над всеми азиатскими провинциями. Таким образом Кассий оказался во главе восьми легионов. От парфян, также относившихся к нему с уважением, он получил отряд конных лучников.

## Война с Долабеллой
Долабелла, объявленный сенатом врагом отечества, выступил против Кассия, и в начале 43 до н. э. направил в Египет посольство во главе со своим легатом А. Аллиеном. Тот должен был привести из Египта стоявшие там четыре легиона, а также просить у Клеопатры предоставить корабли.
Сам Долабелла начал собирать средства, при этом в большинстве случаев прибегая к насилию. Он захватывал храмовое имущество, налагал на города большие контрибуции. Родосская республика сама перешла на его сторону и оказала помощь.
Легионы, которые Аллиен вёл из Египта, были окружены в Палестине превосходящими силами Кассия, и перешли на его сторону.
Долабелла с двумя легионами атаковал Антиохию, но был отбит с потерями, после чего укрепился в Лаодикее. С моря к нему подошла эскадра Л. Фигула. Кассий осадил город и обратился к Финикии, Ликии и Родосу с требованием предоставить корабли. Все отказали, кроме Сидона. С имевшимися кораблями Кассий вступил в сражение с флотом Долабеллы, но успеха не добился. Тогда он снова разослал требования помощи, в том числе Клеопатре и Серапиону, командовавшему её войсками на Кипре. Тир, Арвад и Серапион испугались его угроз и предоставили корабли, египетский же флот был готов отплыть на помощь Долабелле, но его задержали противные ветры.
Кассий дал ещё два морских сражения у Лаодикеи, и только во втором разгромил Долабеллу. После этого он усилил натиск на Лаодикею, и через некоторое время овладел городом, подкупив центурионов, несших дневной дозор. Долабелла приказал телохранителю умертвить его. Легионы Долабеллы Кассий присоединил к своему войску, казнил знатных горожан, а саму Лаодикею дочиста ограбил.

## Сбор контрибуции
После этого Кассий двинулся на завоевание Египта, рассчитывая воспользоваться и его богатыми ресурсами, но по дороге получил послание от Брута, требовавшего его немедленного прибытия, так как Антоний и Октавиан уже переправлялись из Италии.
Кассий оставил в Сирии племянника с одним легионом, а к парфянам отправил Кв. Лабиена с просьбой о военной помощи. Помощь была оказана, но слишком поздно, когда война уже окончилась, и тогда Лабиен, перейдя на службу к парфянам, возглавил их вторжение в Сирию и Малую Азию.
Конный авангард Кассия вступил в Каппадокию, где римляне казнили царя Ариобарзана III, не захотевшего предоставить помощь (и забрали его казну). На города Сирии были наложены контрибуции, с Иудеи потребовали 700 талантов и, поскольку выплаты задерживались, её жителей начали продавать в рабство. Тетрарх Ирод поспешил уплатить требуемую сумму, и за это был утвержден в своих правах. Тарс, под предлогом того, что часть его населения поддержала Долабеллу, был обязан уплатить 1500 талантов. Жителям пришлось продать все государственное имущество, отдать в переплавку священную храмовую утварь, а когда и этого не хватило — продавать своих граждан в рабство, пока Кассий по пути на север не смилостивился и не освободил их от части штрафа.

## Совещание в Смирне
В конце 43 или самом начале 42 до н. э. Брут и Кассий провели совещание в Смирне. Брут настаивал, что надо не дать противнику закрепиться на Балканах, так как у триумвиров имелось до сорока легионов, и восемь уже переправились. Самое время было нанести удар по их авангарду, но Кассий принял странное решение, что не надо мешать врагу, ибо из-за своей многочисленности его войска погибнут от голода в разоренном войнами крае.
Вместо наступательной операции на Балканах он предложил обеспечить тылы, разобравшись с ликийцами и Родосом, стоявшими на стороне цезарианцев и имевшими флот, который мог представлять угрозу. Брут двинулся в Ликию, а Кассий — на Родос, где когда-то получил греческое образование.

## Покорение Родоса
Родосцы подготовились к обороне, и попытались уговорить Кассия отказаться от нападения, послав к нему его старого учителя философии Архелая. При встрече тот взял Кассия за руку и произнес прочувствованную речь, в которой объяснял позицию своего государства и умолял римлянина не губить его республику.

Произнеся эту речь, старец не отпустил руки Кассия, и слезы его текли на неё. При этом зрелище Кассий покраснел и испытал нечто вроде уважения…— Аппиан. XVI, 65
Но затем перечислил свои претензии к родосцам, отказавшим в помощи и ему и другим сторонникам сената, и при этом утверждавшим, что защищают свою демократию. Он указал на то, что сейчас идет война именно между демократией и тиранией, и что сенат, пока мог действовать самостоятельно, обязал все восточные провинции и римских союзников оказать поддержку республиканцам.
Возглавлявшие оборону Родоса Александр и Мнасей на 33 лучших кораблях атаковали флот Кассия у Минда, но потерпели поражение, два корабля затонули, а три были захвачены.
Кассий высадил на Родосе войско под командованием Фанния и Лентула, а сам с 80 кораблями блокировал город с моря. Родосцы вновь атаковали, но были отбиты, потеряв два корабля. После этого римляне атаковали город и с суши, и с кораблей, силами морской пехоты, применившей для штурма специальные складные башни. Сопротивляться было бесполезно, и сторонники Кассия открыли ему городские ворота.
Казнив 50 видных граждан, Кассий наложил на родосцев контрибуцию в 8 тыс. талантов. Республика была полностью разорена и уже не смогла восстановить свою экономику.

## Покорение Ликии
Брут в Ликии столкнулся с упорным сопротивлением. Город Ксанф оборонялся до последней возможности, а когда поражение стало неминуемым, многие жители предпочли покончить с собой. Римляне захватили только рабов, несколько свободных женщин и всего 150 мужчин.
Участь Ксанфа устрашила прочие ликийские города, и они подчинились Бруту, выдав ему деньги и предоставив флот. По словам Плутарха, Брут действовал значительно милосерднее Кассия, и потребовал от городов Ликии всего 150 талантов.
С Азии были взысканы налоги за 10 лет вперед.

## Морские операции
Получив сведения о том, что Клеопатра с флотом готовится идти на помощь Антонию и Октавиану, Кассий отправил Стация Мурка с 60 кораблями и легионом к мысу Тенар на перехват египтян. И заодно, чтобы выжать из Пелопоннеса как можно больше денег. Когда стало известно, что флот Клеопатры рассеян бурей у берегов Африки, и царица возвращается в Египет, Мурк отплыл к Брундизию, где пытался помешать переправе войск Антония и доставке продовольствия.
Антоний призвал на помощь Октавиана, сражавшегося в это время у берегов Сицилии с Секстом Помпеем Магном. Вдвоем они сумели закончить переброску войск. Кассий направил на помощь Мурку эскадру Гнея Домиция Агенобарба из 50 кораблей с легионом. Флот Агенобарба и Мурка, состоявший из 130 военных и большого числа вспомогательных кораблей, крейсировал в проливе, препятствуя доставке продовольствия.

## Балканская кампания
В начале лета 42 до н. э. Брут и Кассий соединились в Сардах и переправились через Геллеспонт. Тем временем авангард триумвиров из восьми легионов под командованием Децидия Саксы и Гая Норбана прошел Македонию и углубился во Фракию в поисках продовольствия. У Филипп их передовые части столкнулись с армией республиканцев, которые обошли их с фланга и заставили отступить. Вскоре на помощь авангарду подошли основные силы Антония, а через 10 дней и армия Октавиана, который был болен и передвигался на носилках.
Брут и Кассий устроили два хорошо укрепленных лагеря по обе стороны Эгнациевой дороги, связывавшей их с флотом Тиллия Кимвра, стоявшим у Неаполя Фракийского, и тыловыми складами на Фасосе. Лагеря находились в полутора километрах друг от друга, но были связаны линией укреплений и находились на высоких холмах.

## Первая битва при Филиппах

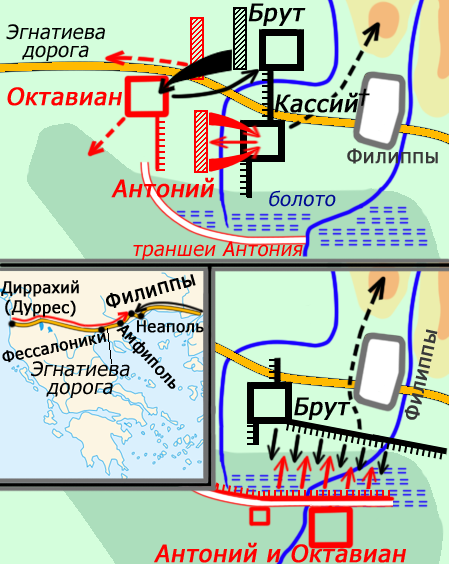
Сверху — первая битва при Филиппах, внизу — вторая битва, слева — пути триумвиров и республиканцев к Филиппам на карте Греции.

Октавиан встал лагерем напротив Брута, Антоний — напротив Кассия. Считается, что армии были примерно равны по численности: 19 легионов (усиленного состава) у триумвиров против 19 или 17 (неполной численности) у республиканцев. По словам Аппиана, у Брута и Кассия было 80 тыс. пехоты, около 20 тыс. конницы и многочисленное пешее войско, предоставленное союзными царями. У их противников было 13 тыс. конницы. Слабым местом республиканцев было то, что их командный состав в значительной степени состоял из молодых аристократов, не имевших достаточного военного опыта. Позиция триумвиров была значительно менее удобной, и Кассий рассчитывал одолеть их измором. Это вынуждало Антония действовать решительно, и он попытался отрезать республиканцев от путей снабжения.
Между войсками Антония и Кассия завязались стычки, и войска Брута, уставшие от ожидания, 3 октября без приказа атаковали части Антония и лагерь Октавиана. Лагерь последнего был захвачен, а самому ему едва удалось спастись бегством.

Его едва успели вынести оттуда. Думали, что он убит, так как пустые носилки были пронзены дротиками и копьями. Победители учинили страшную резню и, кроме захваченных в самом лагере, уложили две тысячи лакедемонян, которые явились на помощь Цезарю в разгар битвы.— Плутарх. Брут, 41.
По словам Плутарха, воины Брута изрубили в ближнем бою три вражеских легиона.
Тем временем Антоний крупными силами атаковал Кассия, который, так же как и Октавиан, подвергшийся удару войск Брута, полагал, что это обыкновенная вылазка, и потому дал себя окружить с левого фланга. Конница Кассия обратилась в бегство, лагерь был взят Антонием, а сам Кассий отступил на ближний холм. Брут послал ему на помощь отряд кавалерии, но Кассий, не знавший положения дел у Брута, и предполагавший, что тот также разбит, принял этот отряд за вражеский и приказал слуге перерезать себе горло.
Войско Кассия потеряло до 8 тыс. убитыми, Октавиан — вдвое больше. Октавиан бежал из лагеря, про Антония говорили, что он спрятался в каком-то болоте. Республиканцы взяли в этом бою трех вражеских орлов, и только нелепая смерть Кассия, произошедшая из-за недостатка координации между частями, не дала одержать полной победы.

## Битва в Ионическом море
В тот же день флот Мурка и Агенобарба атаковал в проливе корабли Гнея Домиция Кальвина, перевозившие на Балканы два легиона (в том числе Марсов), преторианскую когорту и вспомогательные войска. Небольшая часть транспортов сумела проскочить, но затем внезапно установился штиль, и тяжелые грузовые корабли остановились. Триеры пытались им помочь, но флот республиканцев значительно превосходил их числом. Кальвин сцепил корабли канатами, чтобы не дать противнику прорваться к транспортам, тогда Мурк приказал обстреливать это скопление зажигательными стрелами. Легионеры, находившиеся на транспортах, подвергшихся обстрелу, одни покончили с собой, другие, решив подороже продать свою жизнь, прыгали сверху на близко подходившие вражеские триеры, и погибали в неравном бою.
Значительная часть флота триумвиров была уничтожена, часть транспортов сдалась, были захвачены также 17 триер. Кальвин на пятый день вернулся на своем корабле в Брундизий, где его уже считали погибшим.

## Вторая битва при Филиппах
Брут принял общее командование. Чтобы воодушевить солдат, он обещал раздать им по 2 тыс. денариев. Кроме того, в случае победы он пообещал отдать войскам на разграбление города Фессалонику и Лакедемон. Плутарх пишет, что в жизни Брута это единственный поступок, которому нет извинения, и что не следовало опускаться до уровня триумвиров, отдавших на поток и разграбление солдатне всю Италию. Антоний пообещал своим по 20 тыс. сестерциев. Республиканцы перегруппировались и заняли лагерь Кассия. Брут собирался выдерживать в нём осаду, справедливо полагая, что противник, испытывая нехватку продовольствия, продержится только до зимы, а затем отступит, после чего его легко будет настигнуть и уничтожить. Однако, Брут не имел в войсках такого авторитета, как Кассий, и не смог убедить в своей правоте ни рядовой состав, ни командиров, которые требовали битвы.
По мнению Плутарха, если бы Бруту удалось реализовать свой план, он бы выиграл кампанию, так как сразу после первой битвы зарядили осенние дожди и лагерь цезарианцев, находившийся в низине, постоянно заливало, а по ночам уже начались заморозки. Продовольствие же было на исходе. Поэтому Антоний с Октавианом отчаянно нуждались в решительном сражении.
23 октября состоялось сражение.

Обе стороны одинаково предсказывали, что в этот день предстоящее сражение решит всю судьбу римского государства. И действительно судьба его была решена.— Аппиан. XVI, 127
В жестоком бою республиканцы были разбиты, Октавиан остался охранять захваченный лагерь, Антоний организовал преследование, разослав по всем дорогам отряды, чтобы не дать вождям спастись и вновь собрать войска. Брут с четырьмя легионами отступил в горы. Он спросил у солдат, готовы ли они продолжить борьбу и либо попытаться отбить лагерь, либо эвакуироваться на кораблях? Солдаты ответили, что уже достаточно для него сделали, и теперь пришло время позаботиться о себе. Получив такой ответ, Брут попросил одного из друзей заколоть его. Остатки войска, в числе 14 тыс., перешли к Антонию и Октавиану.
Подводя итог кампании, Аппиан пишет:

Таким образом, перед Цезарем и Антонием, благодаря их отваге, не останавливающейся ни перед какими опасностями, посредством всего лишь двух сухопутных сражений было совершено величайшее дело, подобного которому до того никогда не бывало…— Аппиан. XVI, 137.

## Перераспределение провинций
После битвы при Филиппах Антоний и Октавиан разделили между собой провинции Лепида. Первый получил Нарбонскую Галлию, второй — Испанию. Африку Октавиан уступал Антонию, сохранив за собой Нумидию. Цизальпинская Галлия переходила в общее ведение. Самого Лепида обвиняли в тайных связях с Секстом Помпеем Магном; Октавиан должен был это расследовать. В случае, если подозрения не подтвердятся, договорились выделить Лепиду какую-нибудь провинцию.
Антоний отправлялся на Восток собирать деньги для оплаты солдат и вознаграждения ветеранов. Октавиан возвращался в Италию, чтобы наделить ветеранов землей. Легионеры, отслужившие свой срок, были демобилизованы, за исключением 8 тысяч, пожелавших продолжить службу и зачисленных в преторианские когорты.
Из войск Брута на сторону триумвиров перешли 11 легионов и 14 тыс. всадников. Из них Антоний для своего парфянского похода получил 6 легионов и 10 тыс. конницы, остальное досталось Октавиану. По словам Аппиана, общее число легионов составляло 28, то есть около 170 тыс. человек, не считая конницы и многочисленных вспомогательных войск. Из этого количества около 50 тыс. были демобилизованы и получили землю в Италии.

## Судьбы проигравших
Немало знатных республиканцев погибло в сражении, в их числе юный Марк Порций Катон, единственный сын Лукулла, единственный сын Гортензия. Многие по примеру своих вождей покончили с собой: Марк Ливий Друз, отец будущей жены Октавиана, Пакувий Лабеон, отец знаменитого юриста Марка Лабеона, Секст Квинтилий Вар, отец будущего наместника Германии, погибшего в Тевтобургском Лесу. Ряд знатных пленников, к которым у победителей были те или иные претензии, также были казнены.
Кое-кому удалось спастись. Цицерон Младший бежал на Фасос, оттуда в Азию, где стояла эскадра Кассия Пармского. Затем они переправились на Сицилию к Сексту Помпею. Марк Валерий Мессала Корвин и Луций Кальпурний Бибул, зять Брута, сдались Антонию на Фасосе. Он их пощадил. Мессала Корвин передал Антонию военную казну и запасы, оставленные Брутом на острове. Флот республиканцев в Ионическом море разделился: Стаций Мурк увел свои корабли к Сексту Помпею, а Домиций Агенобарб какое-то время плавал, никому не подчиняясь, затем Азиний Поллион убедил его перейти на сторону Антония.
Гораций, бывший у Брута военным трибуном, сумел спастись и вернулся в Италию. Впоследствии в «Оде к Помпею Вару» он вспоминал о сражении при Филиппах:

## Итоги
Значение гражданской войны между триумвирами и республиканцами, и поражения последних при Филиппах было понятно уже в древности. Свобода, в римском понимании этого слова, была утрачена Римом навсегда.

После гибели Брута и Кассия гражданские войны между политическими группировками прекратились.— Тацит. Анналы. I, 2.
При этом сами гражданские войны продолжались и потом, но отныне это была простая борьба претендентов на верховную власть, лишенная партийного содержания.
В ходе Перузинской войны, а потом во время Актийской войны Антоний пытался привлечь людей на свою сторону лицемерными обещаниями восстановить республику, но, во-первых, сам он, превратившийся в восточного деспота, не вызывал доверия, а во-вторых, политическое поле в Риме было настолько эффективно прополото репрессиями Второго триумвирата, что организованная демократическая оппозиция просто перестала существовать.
Следует также остановиться на том обстоятельстве, что борцы за свободу и демократию Брут и Кассий опустошили азиатские провинции и зависимые государства так же тщательно и жестоко, как это сделали их противники с Италией. Чтобы понять, насколько были оправданны их действия, следует помнить, что свобода предназначалась только для римлян. Римская идеология, выраженная, в частности, в трудах Цицерона, утверждает, что есть римляне, предназначенные для свободы и господства, и есть все остальные народы, которые рождены для того, чтобы терпеть унижения и тиранию. Поэтому с римской точки зрения действия Брута и Кассия являлись относительно законными, а такие же действия триумвиров — преступными.
Экономические последствия войны были очень тяжелыми, тем более, что это был ещё далеко не конец эпохи гражданских войн.